# ۹۸۸ (خورشیدی)
۹۸۸ نهصد و هشتاد و هشتمین سال هجری خورشیدی است.